# Nannophya paulsoni
Nannophya paulsoni – gatunek ważki z rodziny ważkowatych (Libellulidae).